# Makedonská renesance

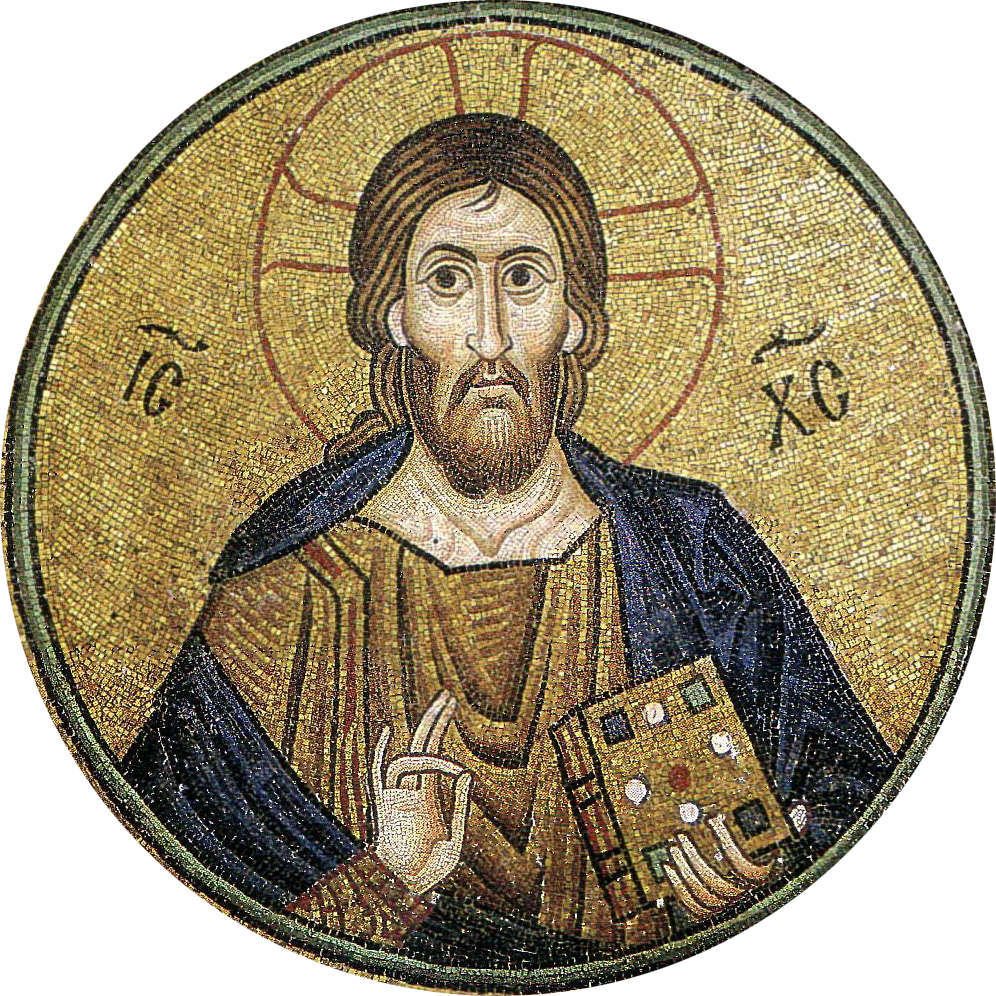
Mozaika z kláštera Hosios Loukas pocházející ze začátku 11. století

Makedonská renesance je pojem používaný pro rozvoj byzantské vzdělanosti a kultury za vlády makedonské dynastie v letech (867–1056), a to zejména v 10. století, kdy někteří učenci zaznamenali zvýšený zájem o klasickou antickou vzdělanost a asimilaci klasických motivů do křesťanských témat. Protože termín renesance byl vytvořen italskými humanisty v 15. století, je používání tohoto termínu mimo kontext problematické. V Byzanci se však skutečně vytvořily myšlenky a tvorba založená na přehodnocení idejí klasické doby.